# Evandro Lins e Silva
Evandro Cavalcanti Lins e Silva (Parnaíba, 18 de janeiro de 1912 — Rio de Janeiro, 17 de dezembro de 2002)[1] foi um jurista, jornalista, escritor e político brasileiro. Foi procurador-geral da República, ministro-chefe da Casa Civil, ministro das relações exteriores e ministro do Supremo Tribunal Federal. Atuou como advogado na área penal, lecionou direito penal na então Universidade do Estado da Guanabara, atual UERJ, e foi membro da Academia Brasileira de Letras.

## Biografia
Filho de Maria do Carmo Uchôa Cavalcanti e de Raul Lins e Silva, ambos pernambucanos. Sua mãe era sobrinha-neta do magistrado e jurista João Barbalho Uchôa Cavalcanti. Seu pai, bacharelado pela Faculdade de Direito de Recife em 1906, fez carreira como magistrado.
Graduou-se na Faculdade de Direito do Rio de Janeiro em 19 de novembro de 1932. Ainda estudante já trabalhava no ofício de jornalista, que manteve após formado advogado. Como advogado, especializou-se em matéria penal e desenvolveu intensa atividade profissional, até o ano de 1961, no Tribunal do Júri, nos juizados criminais, nos tribunais superiores e no Supremo Tribunal Federal, defendendo, ainda, inúmeros processos de grande repercussão, inclusive em matéria política, perante o Tribunal de Segurança Nacional e a Justiça Militar.[1]
Em 1956, foi contratado como Professor da Cadeira de História do Direito Penal e Ciência Penitenciária, no curso de doutorado, da Faculdade de Direito do então Estado da Guanabara, onde lecionou até 1961.[1]

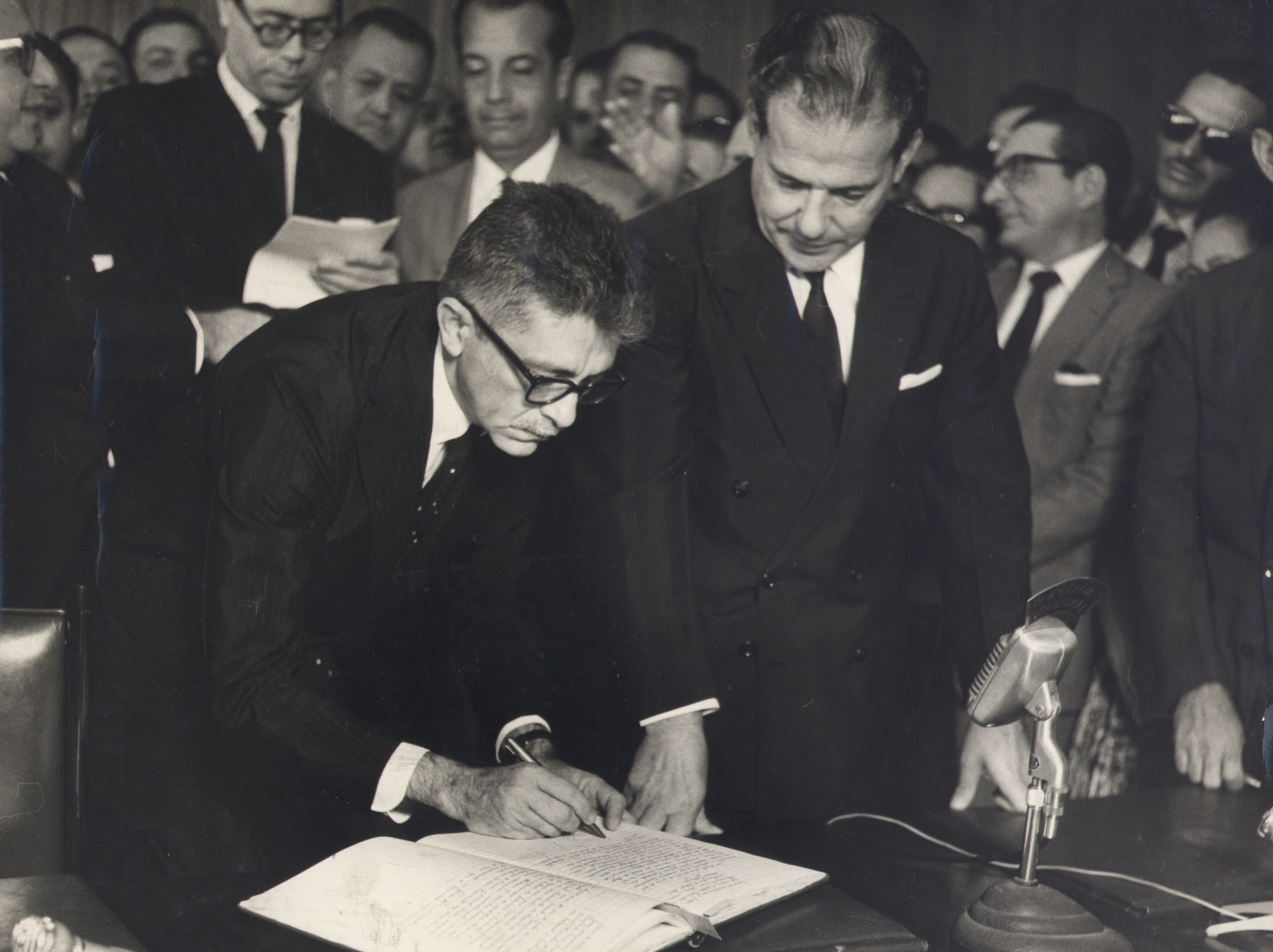
Posse de Evandro Lins como Ministro-chefe da Casa Civil, 1963.

Foi um dos fundadores do Partido Socialista Brasileiro, em 1947, juntamente com Rubem Braga, Joel Silveira, entre outros. Foi também ministro da Casa Civil e ministro das Relações Exteriores em 1963.[1]
Ocupou o cargo de procurador-geral da República, de setembro de 1961 a janeiro de 1962, e ministro do Supremo Tribunal Federal, de setembro de 1963 a janeiro de 1969, quando foi aposentado por força do AI-5.[1]
Foi membro do Conselho da Ordem dos Advogados do Brasil em vários períodos, entre 1944 e 1961, e, depois de aposentado, de 1983 a 1995.[1]
Foi um dos advogados responsáveis pelo pedido de impeachment do presidente Fernando Collor de Mello.
Como escritor publicou diversas obras, como A Defesa tem a Palavra, Arca de Guardados e O Salão dos Passos Perdidos, utilizou a tese de "legítima defesa da honra" na defesa de Zulmira Galvão Bueno e, posteriormente, na de Doca Street.
Evandro, apesar da avançada idade, tinha uma ótima saúde. Faleceu num acidente, ao tropeçar e bater com a cabeça numa calçada.
Em Parnaíba, sua cidade natal, foi anunciado um memorial em sua homenagem, com o projeto assinado por Oscar Niemeyer, entretanto ele não saiu do papel.

## Academia Brasileira de Letras
Quinto ocupante da cadeira 1, eleito em 16 de abril de 1998, na sucessão de Bernardo Élis e recebido em 11 de agosto de 1998 pelo Acadêmico Josué Montello. Recebeu o Acadêmico Raimundo Faoro em 17 de setembro de 2002.

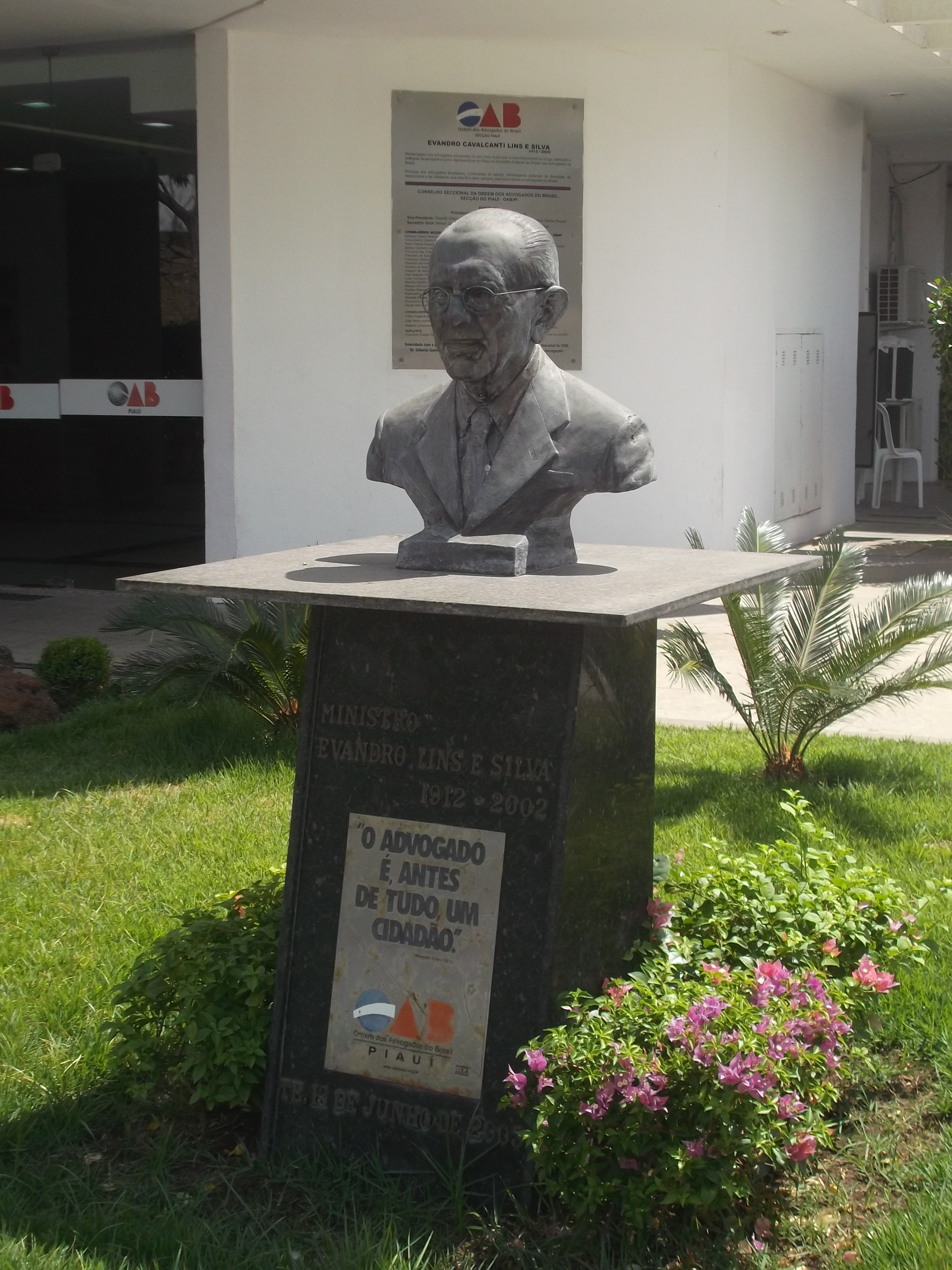
Busto no Palácio Evandro Lins e Silva (OAB Piauí).